# The Sisterhood (1988)
The Sisterhood ist ein amerikanischer Science-Fiction-Film des Regisseurs Cirio H. Santiago aus dem Jahr 1988.

## Handlung
Nach einem Atomkrieg ist die Menschheit zurück in eine postapokalyptische Barbarei gefallen. Eine Gruppe von Männern unter Führung von Mikal verfolgt Alee und Vera von der Sisterhood; einer Gruppe weiblicher Krieger die über verschiedene magische Fähigkeiten verfügen. Nachdem es ihnen gelungen ist, beide zu stellen, kommt es zum Kampf. Diesen entscheiden die Frauen durch den Einsatz ihrer magischen Kräfte für sich. Vera verfügt über die Kraft der Heilung, während Alee mit Gedankenkraft Objekte bewegen kann.
Die geschlagenen Männer kehren zurück zu ihrem Anführer, Lord Barak. Dieser plant den Angriff auf eine Siedlung von Lord Neufield; Mikal schließt sich dem Plan widerwillig an. Während der Kämpfe gelingt die Marya die Flucht, währenddessen ihr Bruder durch die Hand Mikals stirbt. Marya verfügt über übernatürliche Fähigkeiten, sie kann mit Tieren reden. Ihr treuer Begleiter ist der Falke Lady Shree. Auf ihrer Suche nach Anschluss zur Sisterhood gerät Marya in eine Taverne, in der auch Mikal weilt. Zu ihrem Glück tauchen kurz darauf Alee und Vera auf. Es kommt zum Kampf, den erneut die Frauen für sich entscheiden können. Marya schließt sich den beiden an, und gemeinsam verlassen sie die Taverne unter den Augen des rachsüchtigen Mikal. Dieser schart drei Mitstreiter um sich und nimmt die Verfolgung der Frauen auf.
In der Nacht gelingt es ihnen, bei einem Überfall Vera gefangen zu nehmen. Mit dieser ziehen sie sich ins Lager von Barak zurück, während sie von Alee und Marya verfolgt werden. Barak will Vera für sich, aber Mikal hat andere Pläne. Er will sie als Köder verwenden, um einen Angriff der Sisterhood zu provozieren. Er vertraut darauf, die angreifenden Frauen im Kampf vernichtend zu schlagen. Maryas treuer Falke hat derweil den Unterschlupf von Barak aufgespürt; Alee und Marya planen einen Angriff nach Sonnenuntergang. Zwischenzeitlich verlässt Mikal jedoch unbemerkt mit Vera das Lager. In der Nacht greifen die beiden Frauen das Lager an, die im Kampf unerfahrene Marya wird jedoch bald gefangen genommen. Da Alee jedoch großen Schaden anrichtet, schlägt Lord Barak einen Handel vor: Die Freiheit für Marya gegen den sofortigen Stop der Kampfhandlungen. Alee nimmt den Handel an; beide verlassen das Baraks Lager und nehmen die Verfolgung Mikals auf.
Um den enormen Vorsprung Mikals aufzuholen, reiten die beiden Frauen durch die von Mutanten bewohnte „Verbotene Zone“. Bald werden sie von Mutanten angegriffen, während des Kampfes stürzt Marya in eine Höhle. Alee folgt ihr wie auch die Mutanten, und der Kampf setzt sich unter der Erde fort. Nachdem die Frauen abermals siegreich geblieben sind, finden sie in der Höhle eine gepanzerte Eingangstür. Alee weiß, dass frühere Generationen einmal unter der Erde wohnten. Es gelingt ihnen, die Tür zu öffnen. Dahinter befindet sich eine ehemalige militärische Anlage mit immer noch funktionierenden Computersystemen.
Alee erzählt Marya von alten Sagen, nach denen das Königreich Russland und das Königreich USA einen großen Krieg führten. Dies machte Gott sehr böse, weshalb er einen Lichtblitz sendete, der fast alle Menschen tötete. Bei weiterer Erkundung der Anlage finden sie die Waffenkammer, wo sich die Frauen mit M16-Sturmgewehren bewaffnen. Zuletzt finden sie die Garage, wo sie ein bewaffnetes Panzerfahrzeug in Besitz nehmen. Zwar werden sie bald darauf wieder von Mutanten angegriffen, mittels der geballten Feuerkraft sind sie jedoch nun in der Lage, diese dutzendweise zu töten.
Zwischenzeitlich trifft Mikal auf Lord Jak und dessen Gefolgsleute. Es stellt sich heraus, dass beide Gruppen auf dem Weg zu den Bergen von Calcarra sind. Sie schließen sich Jak an, obgleich dessen Männer der magischen Kräfte Veras wegen besorgt sind. Schließlich spricht Mikal erstmals über seine Motive. Er erklärt Vera, dass die Sisterhood ihm einst seine Schwester nahm. Am nächsten Tag bemerkt Mikal das sie verfolgenden Panzerfahrzeug von Alee und Marya. Er beschießt den Wagen mit einer Raketenwaffe, trifft jedoch nicht. Die Frauen antworten mit Granatenfeuer, unter dem die Männer flüchten. Mikal führt die Gruppe an, bei sich hat er Vera. Die Granaten der Frauen dezimieren derweil die ihm folgenden Truppen von Lord Jak.
Vera gelingt die Flucht, und sie kann sich in den Panzerwagen der Frauen retten, während Mikal sich ob dessen tödlichen Feuerkraft zurückziehen muss. Zusammen mit den verbliebenen Männern zieht er sich hinter die Stadtmauern von Calcarra zurück. Die Frauen beschließen, die Stadt anzugreifen, in welcher der Herrscher Lord Kragg in seinem Kerker zahlreiche Frauen der Sisterhood gefangen hält. Da der Wagen nicht durch die engen Straßen der Stadt passt, klettern die drei Frauen über die Mauer. Dort hat ihnen Kragg jedoch eine Falle gestellt: Nachdem sie einige gefesselte Schwestern der Sisterhood befreit haben, sehen sie sich von den Truppen Kraggs umzingelt. Nicht gerechnet hatte Kragg jedoch mit den M16-Sturmgewehren, mit denen die Frauen sich gegen die Übermacht behaupten können. Marya entdeckt Mikal, stellt ihn und schießt ihn an. Sie bringt es jedoch nicht über das Herz, ihn kaltblütig zu töten.
Beim Versuch, die verbliebenen Schwestern aus dem Verlies zu befreien, geht den Frauen die Munition aus. In diesem Moment erscheint die Lichtgestalt einer katholischen Nonne, der Gründerin der Sisterhood. Sie gebietet Alee und Vera, die Waffen fallen zu lassen und sich auf ihre magischen Fähigkeiten zurückzubesinnen. Zudem sprengt sie die Ketten aller noch gefangenen Frauen. Als Kraggs Männer das Verlies stürmen, sind die Frauen verschwunden; sie haben sich vor die Stadtmauern teleportiert.
Mikal beobachtet die Frauen, die sich von der Stadt entfernen. Alee, Vera und Marya werfen einen letzten Blick auf Mikal. Dieser begräbt seinen Groll gegen die Sisterhood.